# آناتولی ماسالوف
آناتولی ماسالوف (اوکراینی: Анатолій Анатолійович Масалов؛ زادهٔ ۱۷ فوریهٔ ۱۹۹۰) بازیکن فوتبال اهل اوکراین است.
از باشگاه‌هایی که در آن بازی کرده‌است می‌توان به باشگاه فوتبال استال آلچفسک و باشگاه فوتبال استال کامیانسکه اشاره کرد.